# Madonna (film)
Madonna (마돈나?) è un film del 2015 scritto e diretto da Shin Su-won.

## Trama
Moon Hye-rim è un'infermiera che si ritrova a doversi occupare di una ragazza giunta all'ospedale in stato di coma. Hye-rim inizia a ricostruire la vita della fanciulla, che scopre chiamarsi Mi-na: la ragazza aveva vissuto una vita di violenze, che l'avevano infine condotta sulla strada della prostituzione. Mi-na, nota ai clienti con il soprannome Madonna, è inoltre incinta: Hye-rim cerca allora di far nascere in tutti i modi il suo bambino, per potergli dare un futuro.

## Distribuzione
In Corea del Sud la pellicola è stata distribuita dalla Little Big Pictures a partire dal 2 luglio 2015, dopo essere stata presentata al Festival di Cannes il 20 maggio.